# Orgeux
Orgeux ist eine französische Gemeinde mit 459 Einwohnern (Stand 1. Januar 2022) im Département Côte-d’Or in der Region Bourgogne-Franche-Comté. Sie gehört zum Arrondissement Dijon und zum Kanton Fontaine-lès-Dijon.

## Siehe auch

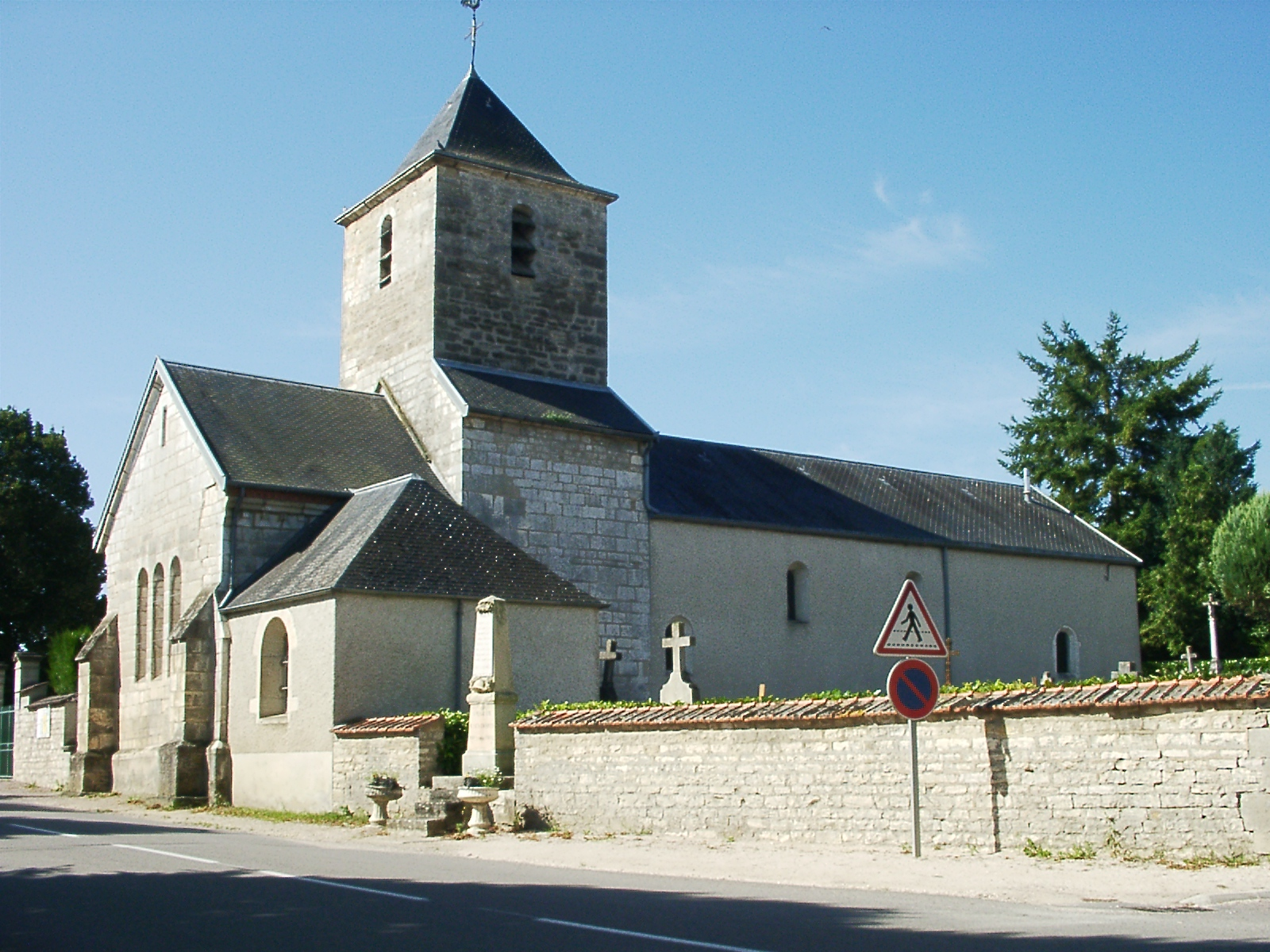
Himmelfahrts-Kirche in Orgeux

## Bevölkerungsentwicklung
| Jahr                       | 1962 | 1968 | 1975 | 1982 | 1990 | 1999 | 2008 | 2012 | 2019 |
| Einwohner                  | 179  | 183  | 240  | 273  | 258  | 337  | 464  | 474  | 459  |
| Quellen: Cassini und INSEE |      |      |      |      |      |      |      |      |      |